# Osli
Osli (chorvatsky Ošlija) je vesnice v Maďarsku v župě Győr-Moson-Sopron, spadající pod okres Kapuvár. Nachází se asi 5 km severovýchodně od Kapuváru, 16 km severovýchodně od Fertőszentmiklósu, 17 km severozápadně od Csorny a 18 km východně od Fertődu. V roce 2015 zde žilo 875 obyvatel, z nichž 88,7 % tvoří Maďaři.
Kromě hlavní části zahrnuje Osli i malé části Gusztávmajor, Házhelyipuszta a Tölösmajor.
Osli leží na silnici 8514. Je přímo silničně spojeno s obcemi Acsalag, Szárföld, Veszkrény, městy Fertőd a Kapuvár a rakouskou obcí Pamhagen. Osli protéká potok Lökös-árok, který se vlévá do potoka Lócsi-árok. Ten se vlévá do potoka Szegedi-csatorna, který se vlévá do řeky Rábca.
V Osli se nachází katolický kostel Nagyboldogasszony templom. Je zde též škola, mateřská škola, dvě hospody, tři obchody, dětské hřiště a hřbitov. Je zde též velký rybník.